# Reacción de Kolbe-Schmitt
La reacción de Kolbe-Schmitt es una reacción química caracterizada por una carboxilación que ocurre cuando se calienta el fenolato sódico —la sal de sodio del fenol— junto con hidróxido de sodio y dióxido de carbono bajo 100 atmósferas de presión y 125 °C, para luego tratar el producto con ácido sulfúrico. El producto resultante es un ácido hidróxido aromático conocido como ácido salicílico, uno de los precursores de la aspirina. La reacción de Kolbe-Schmitt procede por una adición nucleofílica de un grupo fenolato al dióxido de carbono para producir el salicilato. El último paso es la reacción del salicilato con el ácido para formar el ácido salicílico deseado.
La reacción fue descubierta en 1860 por Adolph Wilhelm Hermann Kolbe (1818-1884)  como un método para la síntesis de ácido salicílico, y fue mejorado y patentada en 1885 por  Rudolf Schmitt (1830-1898).